# Джак Фишър
Джак Дейвид Фишер (на английски: Jack David Fischer) е американски тест пилот и астронавт от НАСА. Няма участие в космически полет.

## Образование
Джак Фишер завършва колежа Centaurus High School в Лафайет, Колорадо през 1992 г. През 1996 г. получава бакалавърска степен по аерокосмическо инженерство от Академията на USAF, Колорадо Спрингс, Колорадо. През 1998 г. става магистър по аеронавтика и астронавтика в Масачузетски технологичен институт, Кеймбридж, Масачузетс.

## Военна кариера
Джак Фишер започва службата си в USAF през 1996 г. През 1998 г. става пилот на F-15Е Страйк игъл от състава на бойна ескадрила 391. Взема участие в бойни операции в Ирак и Афганистан. Завършва школата за тест пилоти в авиобазата Едуардс, Калифорния през юни 2004 г. От 2006 г. е пилот на изтребителя от пето поколение F-22 Раптор. През 2008 г. завършва генералщабен колеж и е преместен на служба в Пентагона.

## Служба в НАСА
Джак Фишер е избран за астронавт от НАСА на 29 юни 2009 г., Астронавтска група №20. Завършва общия курс на обучение на 4 ноември 2011 г. и получава квалификация пилот на космически кораби. Работи по програмата на МКС в Хюстън, Тексас. Все още очаква първото си назначение.

## Награди
- Медал за похвала (2);
- Въздушен медал (4);
- Медал за похвала на USAF;
- Медал за постижения във въздуха;
- Медал за участие в бойни операции;
- Медал за изключителна доброволческа служба.